# Henrik Rudolf Braune
Henrik Rudolf Braune, född 1711, död 7 juli 1760, i Sankt Petri församling, Malmö, var en svensk organist, urmakare, orgelbyggare och skönfärgare i Malmö.

## Biografi
Henrik Rudolf Braun föddes omkring 1711. Braune blev 1740 gesäll hos färgaren Rasmus Raum i Malmö. 1742 började Braune att arbeta som självständig färgare i staden. Han sig 15 mars 1742 i Malmö med änkan Anna Elisabet Sjövall (1714–1791). Hon var dotter till kyrkoherden Johan Siöwall (död 1730) och Benedikta Solberg (1688–1718) i Knästorp. De fick tillsammans barnen Judith Elisabeth (1742–1810), Sara Sofia (1745–1750), Simson (1748–1750), Anna Katarina (1751–1771), Simson (1752–1754) och Joshua Emanuel (1756–1803). De flyttade 1742 till fjärde roten nummer 400 i Malmö. Under årens lopp hade Braune ett antal lärgossar, 1749–1750 Petter, 1754–1758 Petter, 1755 Knut, 1756 Jacob och 1759–1760 Niclas.
Braune hade lärt sig orgelbyggeri i Elbingen. På 1750-talet byggde han några orglar i Skåne. Han lärde även ut orgelbyggeri till guldsmeden och organisten Christian Fredrik Hardt i Malmö. Braune blev 1758 organist vid Sankt Petri kyrka, Malmö i Sankt Petri församling efter organisten Martin Ugarph. Braune avled 7 juli 1760 i Malmö av lungsot och begravdes den 10 julisamma år. Bland de instrument som han ägde, nämns i bouppteckningen en cembalo, ett klavikord och en symfoni.
Efter Braunes död gifte hustrun Anna Elisabet Sjövall om sig med färgaren Anders Cedervall (1733–1797). Braunes son Joshua Emanuel Braune kom att arbeta som rättegångsskrivare och stadsaktuarie.

## Lista över orglar
| År   | Ursprunglig kyrka       | Stift | Bild | Manualer | Pedal | Stämmor   | Bevarad orgel/fasad | Övrigt                                                                                                 |
| ---- | ----------------------- | ----- | ---- | -------- | ----- | --------- | ------------------- | --- |
| 1750 | Västra Klagstorps kyrka | Lunds |      |          |       | 5 eller 6 | Nej/Nej             | En ny orgel byggdes 1853 av Sven Fogelberg, Lund.                                                      |
| 1750 | Tygelsjö kyrka          | Lunds |      |          |       | 8         | Nej/Nej             | Eventuellt byggd av Christian Fredrik Hardt. En ny orgel byggdes 1874 av Anders Victor Lundahl, Malmö. |
| 1750 | Västra Skrävlinge kyrka | Lunds |      |          |       | 6         | Nej/Nej             | En ny orgel byggdes 1863 av Sven Fogelberg, Lund.                                                      |
| 1755 | Köpinge kyrka           | Lunds |      |          |       | 10        | Nej/Nej             | En ny orgel byggdes 1870 av Sven Fogelberg, Lund.                                                      |